# Ida Odén
Ida Odén (født 14. april 1987 i Borås i Sverige) er en svensk håndboldspiller, der spiller for det svenske landshold og IK Sävehof, hvor hun spiller som højre back. Til EM 2014 blev hun svensk topscorer med 36 mål, efter Isabelle Gulldén som havde scoret 58 mål. Odén har tidligere spillet for hjemmeklubben Borås HK.